# タイの鉄道

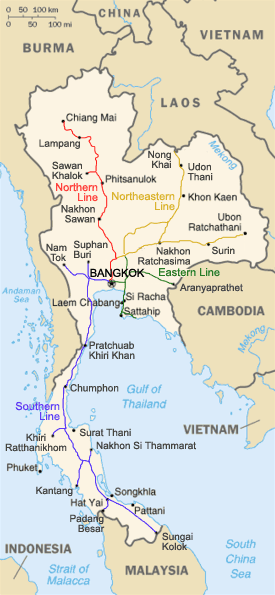
タイ国有鉄道の路線図

タイの鉄道（タイのてつどう）では、タイにおける鉄道について記す。

## 概要

### 国鉄
タイ国有鉄道(SRT)が総延長4,041 km（2020年現在）の路線網を保有している。路線は大きく以下に分けられる。
- 北本線 - 主にバンコクからチェンマイまでを結ぶ路線。
- 南本線 - 主にバンコクからマレーシア国境までを結ぶ路線。マレー鉄道と接続している。
- 東北本線 - 主にバンコクからラオス国境までを結ぶ路線。
- 東本線 - 主にバンコクからカンボジア国境までを結ぶ路線。
- メークローン線 - 主にバンコクからメークローンまでを結ぶ路線。

その他、スワンナプーム国際空港とバンコク中心部を結ぶエアポート・レール・リンク(ARL)、バンコク中心部で2021年に開業したレッドラインの路線設備を保有する。

### 都市鉄道
バンコクではSRT保有路線の他に、高架鉄道であるバンコク・スカイトレイン (BTS)、地下鉄であるバンコク・メトロ (MRT) が運行されている。

### その他
2021年、タイ初となる全自動無人運転車両システムを採用したゴールドラインが開業した。
他にケーブルカー、ロープウェイなどが、寺院の中などで運行されている。
- ワット・プラタートドーイステープ　ケーブルカー
- プラナコーンキリ国立歴史公園（英語版） ケーブルカー
- ハートヤイ公園 ロープウェイ

2023年には、タイ初のモノレール2路線が開業予定。

## 隣接国との鉄道接続状況
- ミャンマー - 接続なし
- ラオス - 接続あり　ノーンカーイ駅 - ターナレーン駅
- カンボジア - 接続あり　バンクロンルク国境駅（英語版） - ポイペト駅（英語版）
- マレーシア - 接続あり　パダン・ブサール（タイ）駅（英語版） - パダン・ブサール駅

## 過去に存在した鉄道
19世紀後半より欧米諸国主導のもと鉄道建設が各地で計画されたが、1899年、外国資本による長距離路線の建設が禁止された。さらに1906年には民営鉄道の建設自体が禁止された。それまでに免許交付された路線も、完成に至ったのはわずかであった。いずれも廃止あるいは官営鉄道に吸収され、民営鉄道（私鉄）としては現存しない。

### 官営鉄道
- シャム国鉄 - 1951年、タイ国有鉄道に改名して現存。

### 民営鉄道
- バンコク市電（英語版） - 1888年外国資本により開業後、数回の経営譲渡ののち1950年に公営化。(1968年廃止)
- パークナーム鉄道 - 1893年外国資本により開業後、1936年に国有化。（1960年廃止）
- プラバート軌道 - 1903年国内資本により開業。経営譲渡ののち、民営のまま1942年廃止。（異説あり）
- ターチーン鉄道 - 1905年外国資本により開業後、1908年メークローン鉄道に併合された。（マハーチャイ線として供用中）
- メークローン鉄道 - ターチーン鉄道の延長という特認を受け1907年外国資本により開業。1946年に国有化。（メークローン線として供用中）

### 軍用鉄道
太平洋戦争下において旧日本陸軍により敷設された。泰緬鉄道の一部はイギリスによる接収ののち、タイ政府に売却された。
- 泰緬鉄道 - 1943年開通。（ナムトック支線として供用中）
- クラ地峡横断鉄道 - 1943年開通。（現存せず）

### その他
サトウキビ運搬に代表される産業用、あるいは観光施設の一部として軽便鉄道が各地に建設された例があるが、いずれも小規模に留まる。
- サイアム・アメージング・パーク（英語版）（旧称サイアム・パーク・シティ） - 1980年開業、2019年改称

施設全体を取り囲むように敷設された610 mm軌間の遊覧鉄道が2000年頃まで存在した。施設自体が広いこともあり、4両の機関車と交換施設を有する本格的なものであった。
のちに、まったく別のアトラクションとして小規模なミニSLが園内の一角に設置されたが、こちらも2022年現在、稼働停止している。